# Osjornoje (Kaliningrad, Tschernjachowsk)
Osjornoje (russisch Озёрное, deutsch Neu Lappönen, litauisch Naujieji Lapėnai) ist ein Ort in der russischen Oblast Kaliningrad. Er gehört zur kommunalen Selbstverwaltungseinheit Stadtkreis Tschernjachowsk im Rajon Tschernjachowsk.

## Geographische Lage
Osjornoje liegt 21 Kilometer nördlich der Rajonstadt Tschernjachowsk (Insterburg) an einer Nebenstraße, die Nismennoje (Pleinlauken, 1938–1946 Rosenthal) mit Bolschakowo (Groß Skaisgirren/Kreuzingen) verbindet. Eine Bahnanbindung besteht nicht.

## Geschichte
Das bis 1946 Neu Lappönen genannte Gutsdorf wurde 1874 in den neu errichteten Amtsbezirk Keppurlauken (heute nicht mehr existent) eingegliedert, der – auch nach seiner im Jahre 1930 erfolgten Umbenennung in „Amtsbezirk Birkenhof (Ostpr.)“ –  bis 1945 zum Kreis Insterburg im Regierungsbezirk Gumbinnen der preußischen Provinz Ostpreußen gehörte. Im Jahre 1910 lebten in Neu Lappönen 80 Einwohner.
Am 30. September 1928 verlor Neu Lappönen seine Eigenständigkeit und wurde zusammen mit Keppurlauken in die Landgemeinde Berszienen, Kirchspiel Aulowönen eingegliedert, die zum gleichen Zeitpunkt in „Birkenhof (Ostpr.)“ (russischer Name nach 1945: Ogonkowo) umbenannt wurde.
In Kriegsfolge kam Neu Lappönen 1945 mit dem nördlichen Ostpreußen zur Sowjetunion und erhielt 1947 die russische Bezeichnung Osjornoje. Gleichzeitig wurde der Ort in den Dorfsowjet Kalinowski selski Sowet im Rajon Bolschakowo eingegliedert. Später gelangte der Ort mit dem Dorfsowjet in den Rajon Tschernjachowsk. Von 2008 bis 2015 gehörte Osjornoje zur Landgemeinde Kaluschskoje selskoje posselenije und seither zum Stadtkreis Tschernjachowsk.

## Kirche
Die Bevölkerung Neu Lappönens war vor 1945 fast ausnahmslos evangelischer Konfession und der Ort somit in das Kirchspiel der Kirche Aulowönen (1938–1946 Aulenbach, russisch: Kalinowka) im Kirchenkreis Insterburg in der Kirchenprovinz Ostpreußen der Kirche der Altpreußischen Union eingepfarrt. Heute liegt Osjornoje im Einzugsgebiet der in den 1990er Jahren neu entstandenen evangelisch-lutherischen Gemeinde in Bolschakowo (Groß Skaisgirren, 1938–1946 Kreuzingen), die der Kirchenregion Slawsk (Heinrichswalde) in der Propstei Kaliningrad der Evangelisch-lutherischen Kirche Europäisches Russland zugehört.